# تدی شرینگهام
ادوارد پل «تدی» شرینگهام (به انگلیسی: Edward Paul "Teddy" Sheringham) (زاده ۲ آوریل ۱۹۶۶) بازیکن سابق فوتبال اهل انگلیس است. وی پدر چارلی شرینگهام (بازیکن فوتبال) نیز هست. او بهترین دوره فوتبالی خود را در منچستر یونایتد و تاتنهام سپری کرد.شرینگهام زننده یکی از دو گل منچستر یونایند در برابر بایرن مونیخ در دقایق واپسین فینال جام باشگاه های اروپا در سال ۱۹۹۹ بود. بازی خاطره انگیزی که با برد منچستر یونایتد در دقایق واپسین به دست آمد.